# ルサンボ
ルサンボ（フランス語: Lusambo）はコンゴ民主共和国の都市である。
サンクル州の州都である。

## 概要
サンクル川の右岸に位置する。気候はケッペンの気候区分でサバナ気候である。

## 交通

### 空港
- ルサンボ空港（英語版）